# Stroman (politiek)
In de politiek is een stroman, ook wel marionet genoemd, een leider die weliswaar officieel de macht heeft, maar in werkelijkheid volledig ondergeschikt is aan de werkelijke machthebber, die geen officiële functie bekleedt.
Een voorbeeld van iemand die door middel van stromannen regeerde was Manuel Noriega. In de jaren tachtig van de twintigste eeuw was hij de feitelijke machthebber van Panama. Hij was echter nooit officieel president maar regeerde door handlangers als president te laten kiezen. Iemand als Noriega wordt een strongman genoemd.
Ook in het hedendaagse profvoetbal wordt de term stroman gebruikt. Hiervan wordt gesproken als er een gediplomeerde voetbaltrainer wordt aangesteld enkel om ervoor te zorgen dat een niet-gediplomeerde trainer zijn werkzaamheden bij een club kan voortzetten.